# Лизалин, Роман Евгеньевич
Роман Евгеньевич Лизалин (р. 18 марта 1981, Чистополь, Татарская АССР, РСФСР, СССР) — капитан туристского теплохода «Арабелла», организовавший операцию по спасению пассажиров и членов экипажа теплохода «Булгария», затонувшего на Волге 10 июля 2011 года.

## Биография
Роман Лизалин родился в городе Чистополь Татарской АССР 18 марта 1981 года.
В 1996 году окончил 9 классов Мамадышской средней школы № 1. С 1996—1999 г. учился в Чистопольском профессиональном училище № 5 по специальности рулевой-моторист, на третьем курсе поступил на вечернее отделение Казанского речного техникума. С 1998—2002 г. учился в Казанском речном техникуме по специальности техник-судоводитель. С 2002—2006 г. учился в Волжской государственной академии водного транспорта по специальности инженер-судоводитель. С 2007—2011 г. учился в Московской государственной академии водного транспорта на факультете «Судовождение и эксплуатация флота». Параллельно с учёбой Роман Евгеньевич успешно шел вверх по карьерной лестнице.
Капитаном корабля начал работать на туристском теплоходе «Борис Полевой», а теплоход «Арабелла» возглавил весной 2011 года.
Кроме того в зимний период 2009—2011 г. занимался преподавательской деятельностью в Чистопольском речном училище, где преподавал специальные предметы: судовождение, правила плавания, НБЖС, ТУС и.т.д.

### Пожар на «Константине Циолковском»
Роман Лизалин служил мотористом на теплоходе «Константин Циолковский». 12 июля 2001 года на теплоходе, готовившемся выйти из порта Санкт-Петербурга в Казань, взорвался паровой котёл, что привело к пожару и затоплению судна. Роман Лизалин, находившийся в момент взрыва в машинном отделении, получил ожоги 36 % тела.

### Спасение пассажиров «Булгарии»
10 июля 2011 года примерно в 15 часов 20 минут круизный теплоход «Арабелла», следовавший по маршруту Болгар — Казань, находился в Куйбышевском водохранилище на 1406 километре Волги, между 81 и 82 буем, вблизи села Сюкеево Камско-Устьинского района Татарстана, в 2560 метрах от правого берега реки. Лизалин Р. Е. организовал аварийно-спасательную операцию, в результате которой было спасено 77 пострадавших при крушении теплохода «Булгария».

### Дальнейшая судьба
Член центрального штаба общественной организации «Общероссийский народный фронт».
Работал капитаном и директором АО "Волгататсудоремонт" — дочернего предприятия Зеленодольского СРЗ. С 2023 года — генеральный директор Акционерного общества «Флот Республики Татарстан».

## Награды
- 17 июля 2011 года глава МЧС России Сергей Шойгу и министр транспорта Российской Федерации Игорь Левитин наградили Романа Лизалина ведомственной медалью «За содружество во имя спасения»[8].
- 21 июля 2011 года на основании решения Совета Чистопольского муниципального района Республики Татарстан Лизалину Роману Евгеньевичу присвоено почетное звание «Почетный гражданин города Чистополь»[9]
- 24 октября 2011 года Роману Лизалину присвоено почетное звание «Почетный житель города Мамадыш».
- 6 декабря 2011 года награждён орденом Мужества.[10]
- 23 января 2012 года удостоен почётного звания лауреата премии Владимира Высоцкого «Своя колея»[11][12].